# Tmarus yani
Tmarus yani là một loài nhện trong họ Thomisidae.
Loài này thuộc chi Tmarus. Tmarus yani được miêu tả năm 2004 bởi Chang-Min Yin et al..